# Мирослав Йованович
Мирослав Йованович (на сръбски: Мирослав Јовановић) (1 май 1962, Белград – 8 януари 2014, Байна Башта) е сръбски историк, професор във Философския факултет на Белградския университет. Приживе е един от най-добрите познавачи на проблемите на руската белогвардейска емиграция на Балканите и на въпросите от руската история в Югоизточна Европа.

## Биография и дейност

### Образование и академична кариера
Завършва основна и средно образование в Белград, след което се дипломира в Департамента по история на Философския факултет на Белградския университет с тема на магистърска теза „Досељавање руских избеглица у Краљевину СХС (1919 – 1924)“ (Настаняване на руските бежанци в Кралството на сърби, хървати и словенци 1919 – 1924). През 2001 година защитава и докторската си дисертация на тема „Руска емиграција на Балкану (1920 – 1940)“ (Руската емиграция на Балканите 1920 – 1940)
Започва работа в „родния“ си факултет през 1989. Гост-лектор е в редица чужди университети, сред които Московския държавен университет, Софийския университет „Св. Климент Охридски“, Университета в Берлин и др.

### Научни интереси и постижения
Основните научни интереси на Мирослав Йованович са в областта на съвременната история. Покрай изследванията си свързани с руската емиграция на Балаканите през първата половина на ХХ век се задълбочават интересите му в областта на руската история, историята на СССР и миналото на Югоизточна Европа. Системни са и заниманията му с теория на историческата наука и особено със свързаните с това проблеми на развитието сръбската историография. Не са му чужди и проблемите от полето на културната и социалната история на сръбския народ през XIX и XX век.
Участва като ръководител, координатор и член в няколко международни проекта по-важните, от които са: Repräsentationen des sozialistischen Jugoslawien im Umbruch (2012 – 2013), History and History Teaching in Southeast Europe (2000 – 2002), Москва и Србија: Београд и Русија – пет векова историје (2007 – 2014), Русская политика на Балканах и в Сербии (Югославии) (2011 – 2014).
Член е на редакционните колегии на няколко периодични издания: „Русский сборник: Исследования по истории России“, Москва; „Годишњак за друштвену историју“, Београд; „Зборник радова Народног музеја“, Чачак; библиотека „Serbica“ и „Rossica“ и едиције „Историјска мисао“, Српска Књижевна Задруга, Београд. Основател е на Центъра за съвременна история на Балканите при Философския факултет на Белградския университет (Центар за савремену историју Балкана при Филозофском факултету у Београду) (2006) и Центъра за руски изследвания при Философския факултет на Белградския университет (Центар за руске студије при Филозофском факултету у Београду) (2010) и съосновател на Дружеството за социална история в Белград (Удружење за друштвену историју, Београд).
Председател е на Управителния съвет на Архива на Сърбия.
Носител на наградата на град Белград за социални и хуманитарни науки за 2012 г. за работата си „Срби и Руси 12 – 21 век (Историја односа)“.

## Произведения

### Монографии
1. Досељавање руских избеглица у Краљевину СХС 1919 – 1924, Београд 1996, 385.
2. Језик и друштвена историја. Друштвеноисторијски оквири полемике о српском књижевном језику, Београд 2002, 230.
3. Србија 1804 – 2004: три виђења или позив на дијалог, Београд 2005, 205. (съавтор: Љубодрагом Димићем и Дубравком Стојановић); Србија 1804 – 2004: три виђења или позив на дијалог (друго е-издање), Београд 2009, 234.
4. Русская эмиграция на Балканах (1920 – 1940), Москва 2005, 484.
5. Руска емиграција на Балкану (1920 – 1940), Београд 2006, 559.
6. Србија 1804 – 2004: 200 година развоја оптерећеног дисконтинуитетима – седам теза, Београд: Нова Европа, 2006, 71.
7. Криза историје: српска историографија и друштвени изазови краја 20. и почетка 21. века, Београд 2009, 263. (съавтор: Радивој Радић)
8. Срби и Руси 12 – 21 век (Историја односа), Београд: Народна библиотека Србије 2012, 254.

### Съставител и редактор
1. В. Станојевић, Историја српског војног санитета. Наше ратно санитетско искуство, (приређивач са Мирославом Перишићем, аутор поговора, писац биографија аутора, састављач библиографије, приређивач докумената), Београд 1992.
2. Between the archives and the field: A dialogue on historical anthropology of the Balkans. (Editor, with Karl Kaser and Slobodan Naumović), Belgrade-Graz 1999, 276.(Lit Verlag: Münster-Hamburg-Berlin-London 2004.)
3. Childhood in South East Europe: Historical Perspectives on Growing Up in the 19th and 20th Century, (Editor with Slobodan Naumović), Belgrade-Graz 2001, 302.(Lit Verlag: Münster-Hamburg-Berlin-London 2004.)
4. Gender relations in South Easetrn Europe: Historical Perspectives on Womanhood and Manhood in 19th and 20th Century, (Editor with Slobodan Naumović), Belgrade-Graz 2002, 410.(Lit Verlag: Münster-Hamburg-Berlin-London 2004.)
5. Против Вука: Српска грађанска интелигенција 18. и 19. века о језику и његовој реформи, Београд 2004, 410.
6. Модерна српска држава 1804 – 2004: хронологија, (Съавтор и редактор с Љ. Димић, Љ. Трговчевић, М. Ристовић, Д. Стојановић, П. Марковић, Б. Прпа и М. Перишић), Београд 2004, 534.
7. Сербия о себе, (Редактор-составитель), Москва, Издательство „Европа“ 2005, 507.
8. Живети у Београду: Документа Управе града Београда. Књига 1 – 6, (Съставител заедно в Предраг Марковић, Мирослав Перишић, Дубравка Стојановић, Милан Ристовић и Горан Милорадовић), Београд, 2003 – 2008.
9. Срби о Русији и Русима: Од Елизавете Петровне до Владимира Путина (1750 – 2010) – Антологија, Београд 2011, 857.
10. Москва–Србија, Београд–Русија = Москва–Сербия, Белград–Россия: документа и материјали. Том I – II. Друштвене и политичке везе, Београд – Москва 2009, 2011.